# Acacia lunata
Acacia lunata är en ärtväxtart som beskrevs av George Loddiges. Acacia lunata ingår i släktet akacior, och familjen ärtväxter. Inga underarter finns listade i Catalogue of Life.